# Evil Minded
 (janvier 2018).
Albums de Edguy
Children of Steel
(1994)
Evil Minded est la première démo du groupe de heavy et power metal allemand Edguy, publié en 1994 alors que les membres du groupe n'ont que seize ans.
Aucune des quatre chansons n'est réenregistrée pour un futur album et, bien que le son soit de mauvaise qualité et le chant de Tobias Sammet très différent de ses performances ultérieures puisqu'il est plus agressif et rauque, cette démo est devenue un objet prisé et difficile à trouver pour les fans du groupe[réf. nécessaire].

## Liste des titres
| 1.    | Evil Minded        | 6:45 |
| 2.    | I Hate You Too     | 8:44 |
| 3.    | Midgets of Metal   | 4:06 |
| 4.    | Voices of the Past | 5:02 |
| 24:37 |                    |      |

## Crédits
- Tobias Sammet : chant, claviers, basse
- Jens Ludwig : guitare (lead), chœurs
- Dirk Sauer : guitare rythmique, backing band
- Dominik Storch : batterie, percussions

- Production : Stefan König, Stefan Röddiger